# Lough Ree SAC
Lough Ree SAC este o arie protejată (sit de importanță comunitară — SCI) din Irlanda întinsă pe o suprafață de 14.365,03 ha, integral pe uscat.

## Localizare
Centrul sitului Lough Ree SAC este situat la coordonatele 53°32′59″N 7°58′36″W / 53.5498°N 7.9767°V.

## Înființare
Situl Lough Ree SAC a fost declarat sit de importanță comunitară în ianuarie 2002 pentru a proteja 16 specii de animale.

## Biodiversitate
Situată în ecoregiunea atlantică, aria protejată conține 8 habitate naturale: Lacuri eutrofice naturale cu vegetație de tip Magnopotamion sau Hydrocharition, Pajiști uscate seminaturale și facies de acoperire cu tufișuri pe substraturi calcaroase (Festuco-Brometalia) (* situri importante pentru orhidee), Turbării active, Mlaștini oligotrofe degradate, capabile încă de regenerare naturală, Mlaștini alcaline, Lespezi calcaroase, Mlaștini împădurite, Păduri aluvionare cu Alnus glutinosa și Fraxinus excelsior (Alno-Padion, Alnion incanae, Salicion albae).
La baza desemnării sitului se află mai multe specii protejate:
- păsări (15): rață lingurar (Anas clypeata), rață pitică (Anas crecca), rață fluierătoare (Anas penelope), rață mare (Anas platyrhynchos), Anser albifrons flavirostris, rață-cu-cap-castaniu (Aythya ferina), rața moțată (Aythya fuligula), Bucephala clangula, lebădă de iarnă (Cygnus cygnus), lișiță (Fulica atra), rață neagră (Melanitta nigra), culic mare (Numenius arquata), ploier auriu (Pluvialis apricaria), chiră de baltă (Sterna hirundo), nagâț (Vanellus vanellus)
- mamifere (1): vidră de râu (Lutra lutra)

Pe lângă speciile protejate, pe teritoriul sitului au mai fost identificate 7 specii de plante, 5 specii de păsări, 1 specie de amfibieni, 1 specie de nevertebrate, 1 specie de pești.